# Янковичі (Польща)
Янковичі (пол. Jankowice) — село в Польщі, у гміні Хлопиці Ярославського повіту Підкарпатського воєводства.
Населення — 790 осіб (2011).

## Історія
Після анексії Галичини Польщею була почата колоніальна політика латинізації і полонізації українських земель. У 1832 р. в селі було 52 греко-католики  (належали до парафії Боратин Порохницького деканату Перемишльської єпархії. У 1880 р. з 365 мешканців ще було 15 греко-католиків проти 350 римо-католиків. Однак польська влада й далі активно провадила латинізацію і полонізацію, внаслідок чого у міжвоєнний період українці остаточно латинізуються і село зникає з переліку приходів у шематизмах Перемиської єпархії.
У 1975-1998 роках село належало до Перемишльського воєводства.

## Демографія
Демографічна структура станом на 31 березня 2011 року:
|          | Загалом | Допрацездатний вік | Працездатний вік | Постпрацездатний вік |
| -------- | ------- | ------------------ | ---------------- | -------------------- |
| Чоловіки | 381     | 83                 | 256              | 42                   |
| Жінки    | 409     | 81                 | 243              | 85                   |
| Разом    | 790     | 164                | 499              | 127                  |